# مسجد السجدة

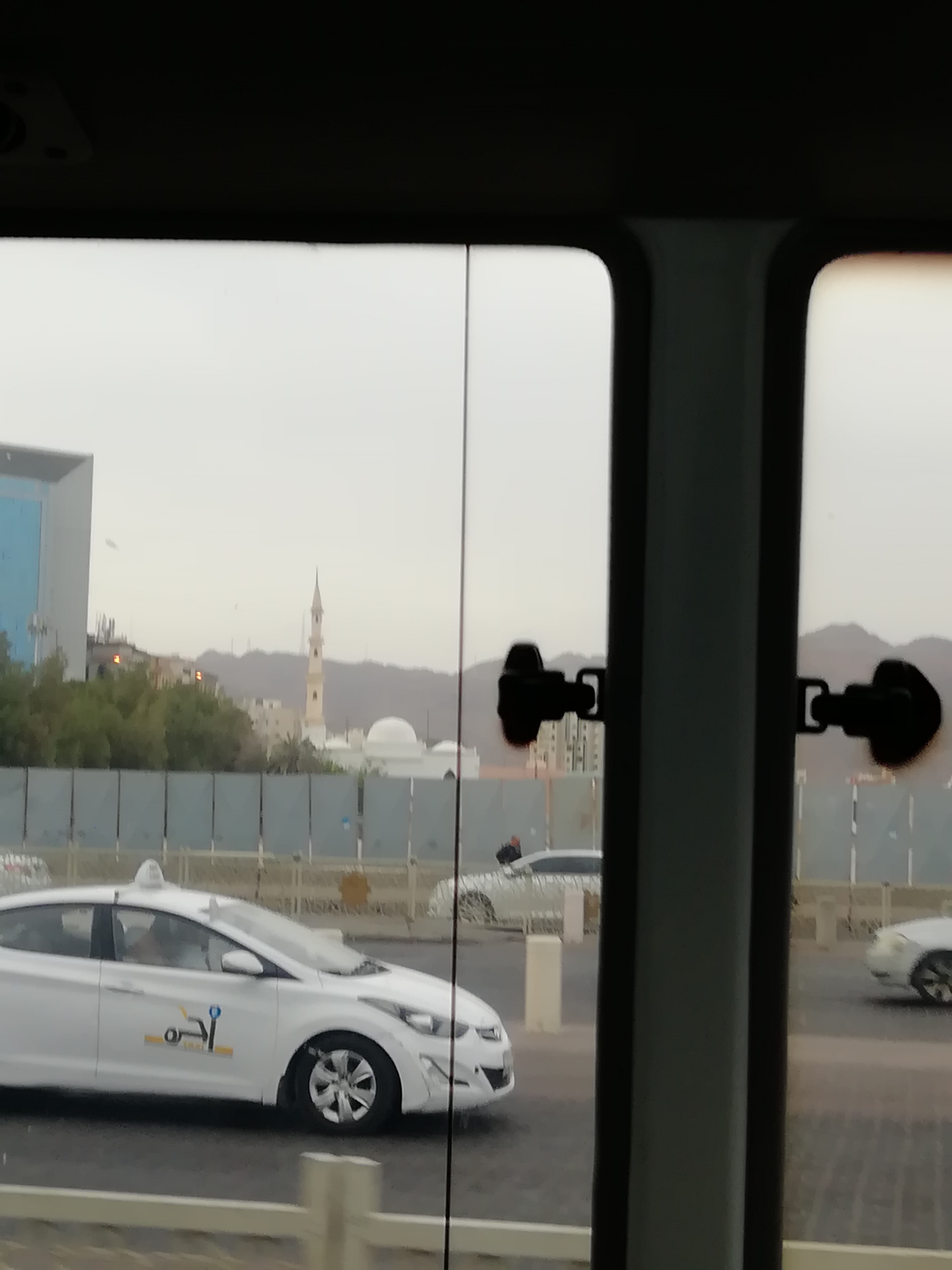
مسجد السجدة ومعروف للعامة بإسم مسجد أبو ذر الغفاري

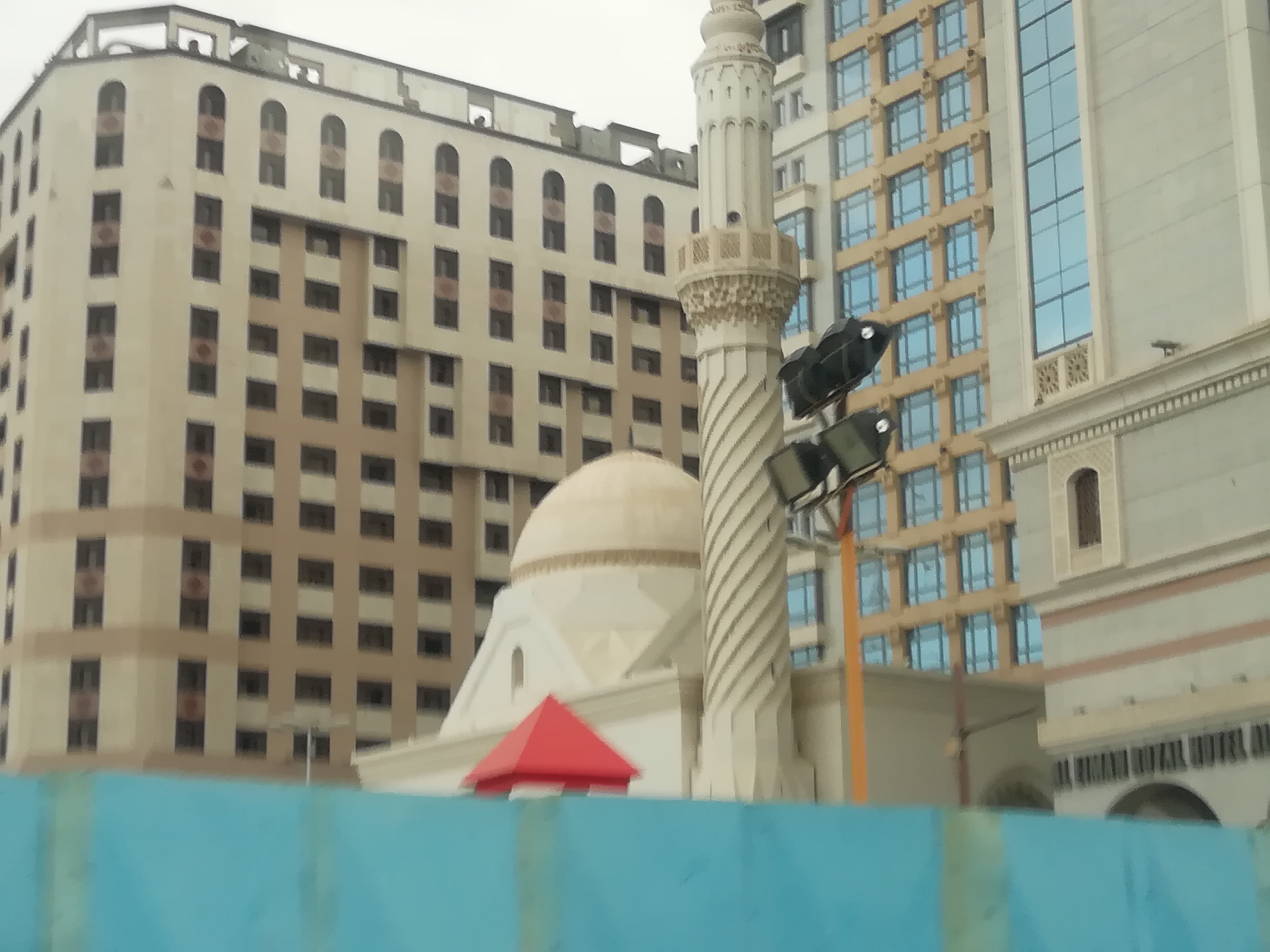
مسجد السجدة ومعروف للعامة بإسم مسجد أبو ذر الغفاري

مسجد السجدة: أو مسجد الشكر ويطلق عليه العامة (مسجد أبي ذر).

## الموقع
يقع هذا المسجد في الجهة الشمالية للمسجد النبوي على بعد 900 متر منه.
أطلقت عليه أسماء عدة منها: مسجد السجدة، ومسجد الشكر، لسجوده صلى الله عليه وسلم في موضعه سجدة الشكر حين بشره جبريل عليه السلام فيما روى أحمد في مسنده بأن من صلى عليه، صلى الله عليه، ومن سلم عليه، سلم الله عليه، وهو معروف الآن بمسجد أبي ذر، وقد أُعيد بناؤه وتوسعته على الطراز الحديث سنة 1421هـ ــ 2000م.